# تام چارلتون
تام چارلتون (انگلیسی: Tom Chorlton; ۹ آوریل ۱۸۸۰ – ۴ مارس ۱۹۴۸)  بازیکن فوتبال  اهل بریتانیا بود.
از باشگاه‌هایی که در آن بازی کرده‌است می‌توان به باشگاه فوتبال منچستر یونایتد، باشگاه فوتبال استوک‌پورت کانتی، باشگاه فوتبال استالی‌بریج سلتیک، باشگاه فوتبال آکرینگتون استنلی، و باشگاه فوتبال لیورپول اشاره کرد.